# 테드 윌리엄스
테드 윌리엄스(영어: Ted Williams, 1918년 8월 30일 ~ 2002년 7월 5일)는 미국의 전 야구 선수로, 포지션은 좌익수였다. 메이저 리그 역사상 마지막 4할 타자로 잘 알려져 있으며, 보스턴 레드삭스 팀 역사상 최고의 선수 중 한 명이다. 2차 세계대전과 6.25 전쟁 참전 경력도 있다.

## 메이저 리그 시절
1937년 보스턴의 스카우터로 활약한 에디 콜린스에 의해 발견되면서 보스턴과의 인연을 시작했고, 1939년 4월 20일 라이벌 팀인 뉴욕 양키스의 투수 루핑으로부터 우익선상을 가르는 2루타를 기록하며 역사를 써 내려가기 시작하였다. 20살의 약관의 나이에도 불구하고 그는 +3할타율을 가볍게 달성, 31홈런과 ML역대 신인최다인 145타점으로 팀의 공격을 이끌어 지미 폭스 등 팀내 많은 선배들을 제치고 보스턴의 차세대 주포로서 펜웨이파크를 찾는 팬들에게 화려하게 신고식을 치렀다....
양키스에게 리그우승의 문턱에서 번번이 밀려나며 밤비노의 저주를 풀지 못하고 있던 보스턴은 테드 윌리엄스를 필두로 보비 도어 등의 신예들이 팀의 분위기에 적응하자 새로운 활기를 갖고 전력이 급상승하기 시작하였다. 1940년 타율.344로 2년차 징크스없이 리그 3위의 성적을 기록한 그는 이듬해 1941년 자신의 3번째 올스타전 출전경기에서 9회 끝내기 홈런으로 AL 올스타에게 승리를 안기는 활약과 함께 시즌 중반까지 4할의 타율을 계속적으로 유지하여 1930년 자이언츠(뉴욕 자이언츠)의 빌 테리 이후 어떤 타자도 달성하지 못한 꿈의 4할에 도전장을 내밀었다. 시즌 막바지였던 9월 27일까지 타율.401을 기록하자, 당시 감독이었던 조 크로닌은 4할타율을 유지하도록 경기에 더 이상 출전하지 말 것을 권유했으나, 윌리엄스는 그러한 제의를 거절하고 계속해서 경기에 출전하는 용기를 발휘하였다.
9월 27일 A's(필라델피아 어슬레틱스)의 경기에서 4타수 1안타로 타율이 .399로 추락하여 한때 4할의 꿈이 사라지는 것처럼 보였지만, 다음날 경기에서 5타수 4안타를 기록, .406까지 상승함으로써 1941년 4할의 타율로 시즌을 마감하였다. MVP까지 점쳐졌지만, 56경기 연속안타의 행진을 벌인 조 디마지오에게 수상의 영광을 돌려야 했고, 윌리엄스 자신도 디마지오의 수상이 당연한 것이라는 겸손을 보이기도 하였다. 하지만, 신사적인 디마지오와 달리 윌리엄스는 야구자체에만 관심이 있었기 때문에 각종 상의 결정권을 갖고 있는 기자들과 그다지 좋은 관계를 유지하지 못한 것이 MVP수상에 많은 걸림돌로 작용했다는 이야기도 흘러나왔다.
기자들과의 불편한 관계는 그의 야구인생 전반에 이어졌고, 1942년 타율.356, 홈런36, 137타점으로 리그 트리플 크라운을 달성했음에도 양키스의 조 고든에게 다시 MVP수상의 영광을 빼앗기고 말았다. 시즌 중반 해군에 입영신청을 함으로써,(Williams served as a United States Marine Corps pilot during World War II and the Korean War) 제2차세계대전에 참전. 3년간의 공백을 가지게 된 윌리엄스는 1946년이 되어서야 다시 모습을 드러내었다. 타율.342와 38홈런, 123타점으로 군복무한 기간 동안 5할이하의 승률을 기록하기도 했던 팀을 월드시리즈에 진출시키켰으며, 정규시즌 팀에 기여한 공로를 인정받아 애타게 기다려왔던 MVP를 차지하긴 했지만, 시즌 후반기에 당한 팔꿈치 부상으로 자신의 야구인생중 유일했던 카디널스와의 월드시리즈에서 1타점에 그치며 시즌을 복귀후 첫 시즌을 아쉽게 마감해야만 했다.
1946년 클리블랜드의 신예감독 루 부드로가 "Williams Shift(윌리엄스 쉬프트)"를 고안할 정도로 당겨치는 타격을 계속적으로 했음에도 그는 웬만한 슬럼프없이 매시즌을 완벽히 소화하며 1947년 타율.343, 32홈런, 114타점으로 두 번째 트리플 크라운을 달성, MVP수상이 유력해 보였지만, 월드시리즈 우승에 기여한 디마지오에게 다시 MVP를 빼앗기고 말았다. 46년 리그 우승이후 조 메카시와 같은 당시 최고의 명장을 영입하고도 리그 우승권에서 멀어지며 팀은 하향세를 그리기 시작하였지만, 윌리엄스의 타격은 팀성적과 달리 지칠줄 몰랐고, 49년 생애 최다인 159타점과 43홈런과 그해 타격왕을 거머쥔 조지 켈에 0.002차이로 뒤지는 타율.343의 성적을 올리며 두 번째 MVP를 차지하게 된다.
1950년 중반 다이빙 캐치를 하다가 왼쪽 팔꿈치를 부상, 7월에 뼛조각 제거수술로 많은 경기에 결장하였지만, 10년 가까이 기록한 +3할타율은 한치의 변화도 없이 계속해서 유지하였다. 1952년과 53년 한국전 참전으로 시즌의 대부분을 결장하여 20대초반에 이어 또 다시 공백을 가져야 했던 그는 30대중반의 나이로 다시 복귀, 계속해서 +3할의 타율을 기록하였으며 57년과 58년에는 각각 타율.388, .322로 리그 타격왕에 등극하게 된다.
1959년 나이가 들어가면서 잦은 부상과 더딘 회복으로 2할대의 타율을 처음으로 맛본 그는 41살의 나이가 된 1960년 8월 베이브 루스 이후 처음으로 통산 2,000볼넷을 얻어내었으며, 은퇴발표후 마지막 경기였던 9월 26일 볼티모어와의 홈경기 마지막 타석에서 홈런을 장식, 통산 521홈런을 기록하고 팬들의 열렬한 환호를 받으며 은퇴하였다.

## 은퇴 이후

1984년 보스턴 레드삭스의 영구 결번으로 지정된 윌리엄스의 등번호 9번

선수시절 야구 외에는 관심을 두지 않는 외골스러운 성격으로 가끔씩 팬들과 불협화음을 겪기도 했지만, 역사상 최고의 타자라고 해도 손색이 없는 6차례의 타격왕과 12차례의 최고 출루율, 올스타 17회, 최다득점 6회, 통산타율 .344, 통산 장타율 .634(역대 2위)등 공격 전 부문에서 당대 최고의 성적을 기록한 후 헌액자격이 주어진 첫해인 1966년 93.38%의 득표율로 명예의 전당(쿠퍼스 타운)헌액되었다.
두 차례의 전쟁참전으로 애국심의 표본이 되기도 한 윌리엄스는 1969년부터는 워싱턴 세너터스 감독을 맡으며 선수 시절 이루지 못한 월드시리즈 우승의 한을 풀어보려고 했지만, 5할의 승률을 기록하지도 못한 채 씁쓸히 그라운드를 떠났다. 토니 그윈이 1999년 올스타전에서 윌리엄스와 함께 시구한 것을 자신의 야구인생 중 가장 멋진 장면으로 뽑을 만큼 역사상 최고의 선수로 인정 받아온 그는 2002년 7월 5일 몇 년 전부터 앓아온 심장질환으로 별세하였다.
사망 이후 시신은 냉동 보관되었다. 당초 화장한 뒤 유골을 플로리다 바다에 뿌려달라는 유언을 남겼으나, 이후 아들과 다시 작성한 유언장에서 자신의 시신을 냉동 보관하라고 썼기 때문이다. 결국 시신은 딸인 바비 조 윌리엄스 패럴의 반대에도 불구하고 알코 생명 연장 재단으로 옮겨졌다.
이후 해당 회사의 경영자였던 래리 존슨의 저서 'Frozen'에 따르면, 그의 시신은 머리와 몸통이 분리되었고 특히 머리에 심각한 손상이 가해졌다고 한다. 두개골에 두 개의 구멍이 뚫려있고 뼈에도 금이 많이 간 상태라고 한다. 시신은 질소 용기에 담긴 채 회사의 창고에서 잡다한 물건들과 함께 보관되어 있다고도 서술되어 있다. 회사 기술자들이 실수로 몽키렌치로 머리를 내리쳐 큰 손상이 가해지기도 했다고 한다.

## 통산 성적
| 통산성적 | 게임수 | 타석수 | 득점  | 안타  | 2루타 | 3루타 | 홈런 | 만루홈런 | 타점  | 볼넷  | 사구 | 삼진 | 희생타 | 희생플라이 | 몸에맞는볼 | GIDP | 통산타율 | 출루율 | 장타율 |
| -------- | ------ | ------ | ----- | ----- | ----- | ----- | ---- | -------- | ----- | ----- | ---- | ---- | ------ | ---------- | ---------- | ---- | -------- | ------ | ------ |
| 19 Years | 2,292  | 7,706  | 1,798 | 2,654 | 525   | 71    | 981  | 17       | 1,839 | 2,021 | 86   | 709  | 5      | 20         | 39         | 197  | .344     | .482   | .634   |